# 圖利什庫夫
圖利什庫夫是波蘭的城鎮，位於該國中部，由大波蘭省負責管轄，面積7.04平方公里，2006年人口3,393。第二次世界大戰期間，納粹德國在該鎮設立集中營。
52°04′35″N 18°17′35″E / 52.07639°N 18.29306°E